# Willem Schulz
Willem Schulz (* 1950 in Hamburg) ist ein deutscher Komponist, Cellist, Performer und künstlerischer Leiter spartenübergreifender Inszenierungen.

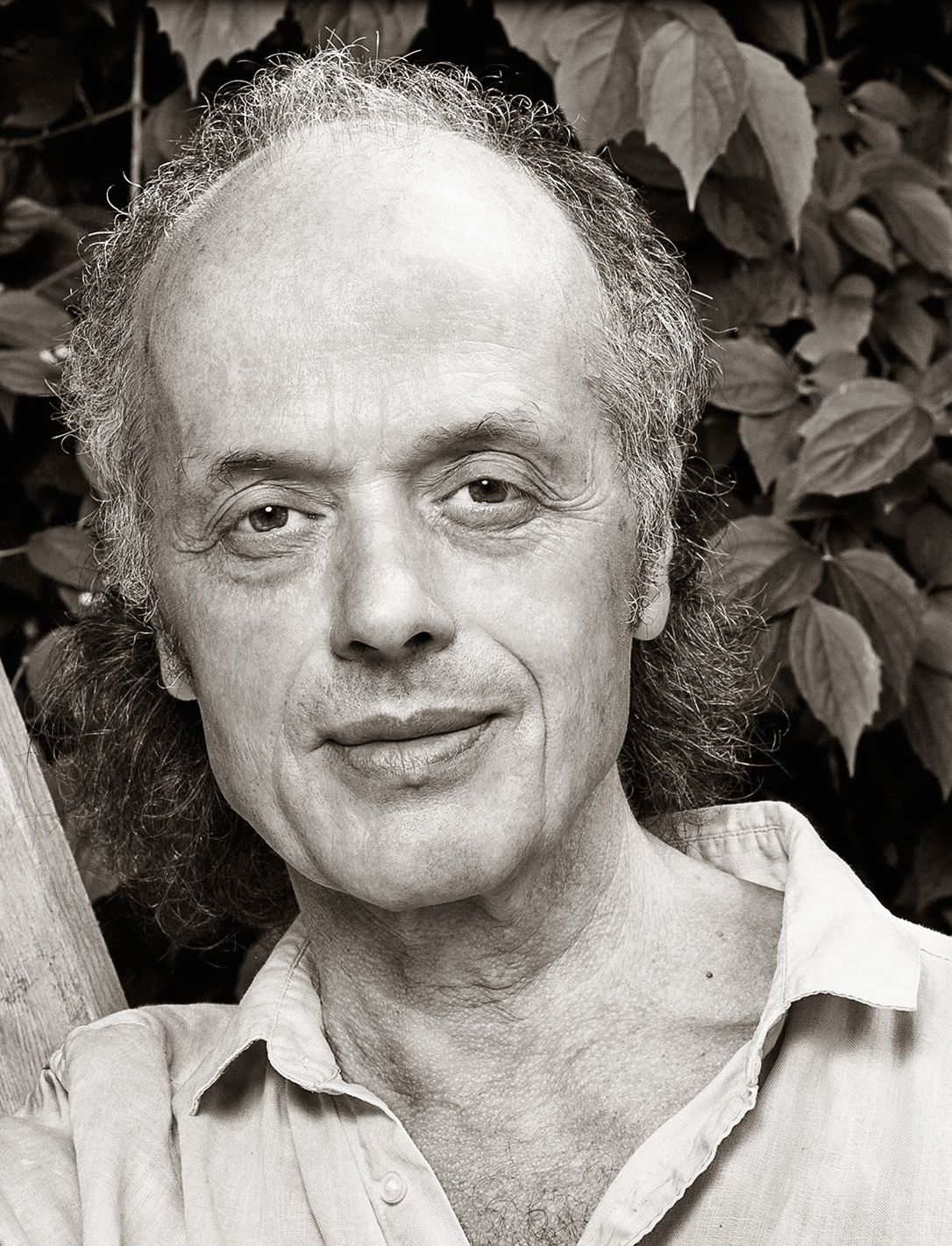
Willem Schulz

## Leben
Willem Schulz wuchs in einer Musikerfamilie in Vlotho auf. Ab 1967 studierte er an der Hochschule für Musik Detmold. Zeitgleich beeinflussten ihn Fluxus und Happening. Er experimentierte schon als Schüler mit Erweiterungen des musikalischen Begriffs und mit freier Improvisation. Einige Jahre arbeitete er mit der Wegbereiterin für musikalische Gruppenimprovisation Lilli Friedemann zusammen. Seit 1972 ist er Mitglied von NED mit Gerhard Stäbler und Max E. Keller und des Ensemble Musica Negativa unter der Leitung von Rainer Riehn und Heinz-Klaus Metzger.
1976 gründete Schulz im Kontext der Alternativbewegung zusammen mit anderen jungen Leuten das „Bildungs- und Freizeithaus Altenmelle“ in Melle, Niedersachsen, das später als „Kulturzentrum Wilde Rose“ fortgeführt wurde. Selbstbestimmung, Selbstorganisation, ganzheitliches Lernen und die Aufhebung der Trennung von Leben und Arbeit standen auf ihren Fahnen. Dort lebt und arbeitet er bis heute.
Zusammen mit Lothar Köbel und Wolfgang Thomas gründete er 1977 „Die Altenmeller Hauskapelle“, mit der er bei Veranstaltungen im Haus Altenmelle, aber auch im Raum Bielefeld öffentlich zum Tanz aufspielte, z. B. auf Stadtteil- und Tanzfesten auf dem Johannisberg oder dem Siegfriedplatz. Daraus entstand 1982 die Vinyl-LP Tänze unserer Nachbarn. Hierbei unterstützten Stefan Schulz und Hans-Jürgen Lembke den Klangkörper, während Wolfgang Thomas als ausführender Produzent und Tontechniker im Tonstudio fungierte. Die LP wurde damals zur besten Volkstanz-LP der BRD gekürt. 2023 erschien eine digitalisierte, remasterte Jubiläumsversion.
Seit den 1980er Jahren entwickelte Schulz vor diesem Hintergrund Musik als Intervention, als ungewöhnliches soziales Ereignis, als freie künstlerische ’Forschung’ in der Öffentlichkeit, auf der Straße, in der Landschaft. 1984 war er Mitbegründer des Ersten Improvisierenden Streichorchesters, in dem er bis heute Mitglied ist. Von 1987 bis 1989 hatte er die Stelle eines Stadtmusikers in Osnabrück inne, wo er die drei Osnabrücker Stadtmusiken „gestrichen“, „Atem“ und „Moment Mal“ realisierte.
Ein Schwerpunkt seiner Arbeit wurde die Inszenierung von Architektur, Stadt und Landschaft mit live-musikalischen Mitteln. Für Letztere prägte er den Begriff „Musikalische LandArt“. Sein Interesse ist die Begegnung und Kreuzung von neuer Musik mit allen möglichen Bereichen des Lebens.
So bespielte er z. B. mit einem Orchester ein Wochenende lang zu verschiedenen Tages- und Nachtzeiten in 7 Konzerten die Insel Spiekeroog: „ting II“ (1995). Mit seiner „Stadtsinfonie“ inszenierte er die Zentren diverser Innenstädte. Eine „BodenSinnfonie“ realisierte er mit Musikern und Tänzern in Zusammenarbeit mit Arbeitern und ihren Baumaschinen u. a. auf der Expo 2000 in Hannover. Für das „open string quartet“ komponierte er den Zyklus „ferner gesang“ (2007), mit dem Orte wie eine leerstehende Fabrik, ein Baggersee, ein Schloss oder ein moderner Theaterbau umfänglich bespielt wurden. Mit den Bielefelder Philharmonikern erarbeitete er seine dezentrale Komposition „pointiert“ (2006). Und als Projekt für Cello-Performance entwickelte er das Konzept „Das Haus als Partitur“, in dem er über 50 völlig unterschiedliche Gebäude mit sämtlichen Räumlichkeiten innen und außen solistisch interpretierte.
Seit 2004 ist Schulz künstlerischer Leiter des von ihm erschaffenen Neue Musik Festivals DIAGONALE. 2005 wurde er Vorsitzender der Cooperativa Neue Musik e.V. in Bielefeld. Mit diesem Verein und in Zusammenarbeit mit dem Musiker Marcus Beuter konnte er zahlreiche Konzerte und Projekte realisieren, wie Cage 100, „Eine Lange Nacht Musik“ oder die „Bielefelder Schwärme“, eine Soziale Skulptur mit 800 Mitwirkenden rund um den Obersee.
Er wirkte zeitweilig als Dozent an den Universitäten Hildesheim und Bielefeld, der Alice-Salomon-Hochschule Berlin, der Laborschule Bielefeld sowie der DansArt Academy.
Willem Schulz ist freischaffender Komponist und Musiker, arbeitet zusammen mit Musikern und Künstlern anderer Sparten in zahlreichen Konzerten und Projekten im In- und Ausland, u. a. zwei Südamerika-Tourneen mit der japanischen Butoh-Tänzerin Minako Seki und eine China-Tour mit der Musikerin Xu Fengxia.

## Preise und Auszeichnungen
- 2001: Kulturpreis des Landschaftsverbandes Osnabrücker Land
- 2002: Künstler-Stipendium des Landes Niedersachsen.

## Werke (Auswahl)
- Rost (1985) – Theatermusik
- gestrichen (1987) – Stadtmusik: Ein Orchester 16 Stunden in der Innenstadt
- Atem (1988) – Eine multimediale Großflächenkomposition für 70 Mitwirkende und Tonband
- Klangstraße (1993) – Interaktive elektronische Raum-Klanginstallation, KlangArt Festival Osnabrück
- Ländliche Sümpfonie (1995) – Raumkomposition für Landmaschinen und andere provinzielle Klänge
- ting II (1995) –  Orchesterperformance
- Spiekeroog – Musik für eine Insel: 7 Konzerte an 7 Orten zu 7 Zeiten
- A & O (1996) –  Komposition für Akkordeon und Orgel
- Odyssee (1996/97) – Eine Busreise zu 13 Orten: Kunst in den Spuren einer Region
- 3 KlangZeit (1997) – für gemischten Chor
- Solo für 5 (1998) – 35 Solokompositionen für Akkordeon, Soundpoesie, Posaune, Stepptanz und Sopransaxofon,
- arche nova[7] (1998) – Eine Kunstkarawane mit 100 Mitwirkenden 1Monat unterwegs in 20 Städten aus Anlass des 350-jährigen Jubiläums des Westfälischen Friedens
- Skulpturen (1999) – 8 Objekte für Klavier
- cellakk (2000) – für Cello und Akkordeon
- bodenSINNphonie (2000) – Eine Raumkomposition zum Thema Boden für Tuba, Baritonsaxophon, Stimmen, Trommeln und Schlagwerk, Frontlader und Kippanhänger, Hexler, Ramme, Rüttelplatte, Stemmhammer, Flex, Erdhammer, Mischmaschine, Schaufeln und Schubkarren, Erdcontainer, Sande, Kiese und Steine, Straßenreinigungsfahrzeug und Dirigent, EXPO 2000 Hannover
- Rufe.Stille. (2001) – für Sopran, Flöten, Akkordeon und Schlagwerk
- Stadtsinfonie (2001) – KlangRaumKomposition für einen Marktplatz, Osnabrück, Gütersloh, Lemgo, Bielefeld
- Kamikaze (2002) – Neues Musiktheater, Theaterlabor Bielefeld, Theater Kontrapunkt, Düsseldorf
- tune I–VIII[8] (2002–2009) – Orchester-Performance, Inszenierung während der Entstehung der Hamburger HafenCity
- listen (2002) – musikalische LandArt, Inszenierung der 3 km langen Seepromenade in Zürich, Kompositionen für 350 Mitspieler in 37 Formationen: Soli, Ensembles, Orchester und Chöre
- simultan, Solo für 11 (2002) – Erweiterung von Solo für 5 (1998), aufgeführt in Zürich im Hauptbahnhof, auf dem Bürkli-Platz und dem Großmünster-Platz. Erneute Aufführung 2008 in Szczecin (Polen), weitere Aufführungen in diversen Städten
- Heimat Ohneziel Namenlos (2002) – Musik für Tanztheater, Städtische Bühnen Osnabrück
- wellen-sinfonie (2003) – für crossover-Ensemble, Architektur, Feuerwerk und Licht
- Haut.Salz.Körper. (2004) – Musik für Tanztheater, für Frauenstimme, Streichquartett, Klarinette/Bassklarinette, Schlagzeug und Elektronik
- Verdichtung und mechanische Auflockerung (2004) – für Sopran, 8 Posaunen, 4 Schlagzeuger, 9 Arbeiter mit Baumaschinen und 4 Radlader in einer Architektur von 25 Absetzmulden, Staatstheater Braunschweig
- listen BI (2005) – concerto grosso generatioso, Musikalische Inszenierung in der Bielefelder Innenstadt mit Formationen verschiedener Genres und Generationen
- pointiert (2006) – dezentrale Orchesterperformance, Bielefelder Philharmonisches Orchester
- auferstehen (seit 2006 jährlich) – Performance-Ritual zum Frühlingsanfang für Cello solo in der Capella hospitalis Bielefeld
- ferner gesang (2007) – 18 musikalische Skulpturen für inszeniertes Streichquartett
- ORION - muzyka miasta (2008) – Stadtmusik für Stettin, 70 musikalische Szenarien für Akkordeon, Cello, Altsaxophon, Posaune, Frauenstimme, Kontrabass, Violine, Viola, Dirigent, Schlagwerk
- à la capella (2009) – ein soziales Konzert
- Silva.Musica (2011) – EINE WALDSINFONIE – Musikalische LandArt für Streichorchester, Frauenstimmen, Saxofon, Schlagzeug und Tänzerin
- Zyklon (2011) – Performance für geschleudertes Cello
- Existence (2011) – für Butoh-Tanz und CelloPerformance mit Minako Seki
- Die Nager (2012) – Komposition für 10 Finger auf klassischer Gitarre in wechselnden Positionen
- zufallen (2012) – Raumkomposition für 21 Musiker; Hommage an John Cage zum 100.
- Haus für Tuba (2012) – Komposition für Tuba solo, Flöte, Klarinette, Trompete, Klavier und Schlagwerk mit choreografischen Anweisungen; für das Projekt STATIONEN mit dem ensemble: hörsinn, Münster
- Das Haus als Partitur (2013) – Cello-Solo-Performance
- bielefelder Schwärme (2014) – eine Stadt als Soziales Kunstwerk, mit 800 Mitwirkenden aus 80 Vereinen inszeniert rings um den Obersee
- für cello (2016) – Zyklus von 24 Stücken
- fliegend (2017) – für 3 Frauenstimmen
- comunicazione (2018) – feine digital-analoge App-Komposition
- listen! la valle risuona (2018) – Musikalische LandArt, für Bläser, Streicher, Percussion, Sänger und Tänzer, MonteArte / Tessin
- WASSER - das sensible Chaos (2018) – für Frauenstimme, Sopransaxofon, Violoncello und Elektronik, Festival „kunst und gesund“ Bad Kissingen
- 5 SEEN (2018) – Co-Komposition mit Xu Fengxia, für 3 Frauenstimmen, 1 Männerstimme, Guzheng, Sanxian, Klarinette, Cello, Monochord, Klavier, Fragmentrecordings und Elektronik
- Klang-Passagen (2019) – Ein musikalisches Kunstprojekt in der Osnabrücker City für 4 Streicher, 4 Stimmen, 4 Bläser, 3 Percussionisten und einen Dirigier-Performer
- MASSEN (2020) – für Klarinette/Bassklarinette, Gitarre, Klangobjekte, Fieldrecordings, Flügel, Synthesizer und Basssaxofon
- himmelwärts (2021) – für 4 Trompeten und 3 Posaunen
- simultan, ein Computerspiel mit Neuer Musik (2023) – online[9] realisiert als interaktives Spiel mit 9 Solisten, 1 Filmer, 1 IT-Spezialisten

## Veröffentlichungen (Auswahl)
- Senza misura (1999) – Das Erste Improvisierende Streichorchester
- cello solo (2000) – Performance im art kite museum Detmold
- Kamikaze (2000) – Kompositionen für Neues Musiktheater
- cello in contact (2012) – 43 Dialoge mit der Welt
- Kreativität ist mir ein Lebensbedürfnis (2013) – Kompositionen, Klavier Gaswan Zerikly – Cugate Classics, Berlin, 2013
- kraan gaar ak (2017) – Namu 3
- un deux trois quatre (2019) - Namu 3
- oct.18, 2:09 a.m. (2019) – oona kastner & willem schulz
- flying strings (2020) – open string quartet & guests
- Das rote Klavier (2021) – Wie die Natur Klavier spielt, Fotoband
- Töne um Vergebung (2022) – Das französische Cello, Buch in deutscher und französischer Sprache

## Ensembles
- Erstes Improvisierendes Streichorchester
- Trio Dekadenz mit Anke Züllich-Lisken und Gerd Lisken
- open string quartet mit Christiane Kumetat, Susanne Schulz und Johanna Geith
- TATUNTAT[10] mit Anna Bella Eschengerd und Marcus Beuter
- Saimaa mit Anna-Katariina Hollmerus, Christian Beckers und David Herzel
- Namu3[11] mit Steve Gibbs und Joachim Raffels
- Zusammenarbeit mit zahlreichen Musiker aller Genres sowie in zahlreichen Projekten mit den Tänzern Minako Seki, Erneste Junge[12] und Gudrun Soujon[13], der Fotografin Maria Otte und dem Regisseur Marcello Monaco.